# 铜须弥山
铜须弥山置于雍和宫正殿前的月台之上。

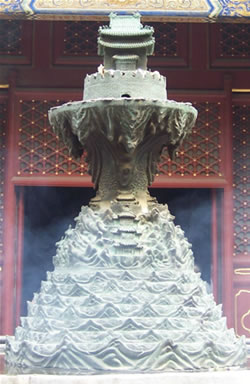
铜须弥山

须弥是梵文音译而来，须弥山是佛教宇宙論中的世界中心。
铜须弥山所表现的须弥灵境有上中下三层，分别为天堂、人间和地狱。中间部分为人间，外围有九山与八海。在山海之间，有四层城堡，最高点为天王所居，最低点为人间所居。天王所居向上为以点线图形象征的星座，表示宇宙星空把人间和上苍隔开。最上层由云彩托起的空中楼阁为极乐净土。山海之下为地狱，但其为水池所淹没故无须铸造相关的造型，从而省略。
佛家认为，人常积善德者，当其离开人世获得解脱时可以达到极乐世界；难以解脱的，受到惩处的，就要堕入地狱。铜须弥山非常生动地表示了佛教徒对人生和世界的认识和理解方法。以生动的方法给普通人以说教。